# Henry Percy, 3. Baron Percy
Henry Percy, 3. Baron Percy (auch Henry de Percy; * um 1321; † um 18. Mai 1368) war ein englischer Magnat. Im Gegensatz zu seinem Vater hatte er wenig Gelegenheit, sich im Krieg gegen Schottland auszuzeichnen, stattdessen kämpfte er im Hundertjährigen Krieg und diente als einer der wichtigsten englischen Unterhändler mit Schottland.

## Herkunft und frühe militärische Karriere
Henry Percy entstammte der anglonormannischen Familie Percy. Er wurde als ältester Sohn von Henry Percy, 2. Baron Percy und von dessen Frau Idonea, einer Tochter von Robert de Clifford, 1. Baron de Clifford und dessen Frau Maud de Clare geboren. Sein Vater gehörte zu den führenden englischen Militärs während der schottischen Unabhängigkeitskriege, und auch sein Sohn nahm an den Feldzügen des englischen Königs Eduard III. teil. Während sein Vater jedoch an der Grenze zu Schottland kämpfte, nahm Henry an den Feldzügen zu Beginn des Hundertjährigen Kriegs gegen Frankreich teil. 1340 nahm er an der Seeschlacht von Sluis teil. Im März 1344 diente er unter Richard FitzAlan, 10. Earl of Arundel, und 1346 gehörte er zu dem englischen Heer, das im August einen klaren Sieg über die Franzosen in der Schlacht bei Crécy erkämpfte. Im Juni 1347 und im November 1349 gehörte er zu den Truppen des Earl of Lancaster in der Gascogne, und im August 1350 nahm er an der Seeschlacht von Winchelsea teil.

## Diplomat in Schottland
Nach dem Tod seines Vaters 1352 erbte er dessen umfangreiche Besitzungen in Nord- und Südengland und den Titel Baron Percy. Zu dieser Zeit verfolgte König Eduard III. nicht mehr das Ziel, Edward Balliol zum König von Schottland zu machen. Stattdessen versuchte er, die Schotten von einem Bündnis mit Frankreich abzuhalten. Percy erhielt nun die Aufgabe, wie sein Vater die englische Nordgrenze gegen schottische Angriffe zu sichern. Dafür wurde er im Juli 1352 einer der Hüter der Scottish Marches. Im September 1355 wurde er Verwalter von Roxburgh Castle sowie für zwei Jahre Sheriff von Roxburghshire. Am 30. Januar 1356 bezeugte er die Übergabe des schottischen Thronanspruchs von Edward Balliol an Eduard III., anschließend nahm er an dem folgenden englischen Invasionsversuch nach Schottland teil. Im Juli 1356 ernannte ihn der König wieder zu einem Hüter der Scottish Marches, dazu gehörte er der englischen Verhandlungsdelegation an, die mit dem im Oktober 1357 geschlossenen Vertrag von Berwick den zweiten schottischen Unabhängigkeitskrieg beendete.

## Teilnahme am Hundertjährigen Krieg gegen Frankreich
Percy konnte damit am Krieg gegen Frankreich teilnehmen. Im September 1355 diente er als Marshal der englischen Truppen in Calais, und von 1359 bis 1360 nahm er an dem vergeblichen Feldzug nach Reims teil, mit dem Eduard III. die Stadt erobern und sich dort zum König von Frankreich krönen lassen wollte. Am 24. Oktober 1360 gehörte Percy zu den Magnaten, die in Calais die Einhaltung des Friedens von Brétigny beschworen. Mit dem Abschluss dieses Friedens hatte Percy nun auch keine Möglichkeit mehr, sich im Kampf gegen Frankreich auszuzeichnen. Als einer der führenden Magnaten bezeugte er am 19. Oktober 1364 in Dover den Heiratsvertrag zwischen Edmund, Earl of Cambridge und der Herzogin Margarete von Burgund. Aufgrund der Intervention des französischen Königs kam die Heirat zwischen einem englischen Prinzen und der Erbin weiter Gebiete in Nordostfrankreich jedoch nicht zustande.

## Familie und Nachkommen
In erster Ehe heiratete Percy um 1334 auf Tutbury Castle Mary of Lancaster (1320–1362), eine Tochter von Henry of Lancaster, 3. Earl of Lancaster, und Maud de Chaworth. Mit ihr hatte er zwei Söhne:
- Henry Percy, 1. Earl of Northumberland (1341–1408);
- Thomas Percy, 1. Earl of Worcester (1343–1403).

Nach dem Tod seiner ersten Frau Tod heiratete spätestens 1365 er in zweiter Ehe Joan de Orreby, die einzige Tochter und Erbin von John de Orreby, 2. Baron Orreby. Mit ihr hatte er einen Sohn, der noch vor seinem Vater als Kind starb, und eine Tochter:
- Mary Percy († 1394) ⚭ John de Ros, 5. Baron de Ros.

Er starb vermutlich in Alnwick Castle und wurde in Alnwick Abbey beigesetzt. Sein Erbe wurde sein ältester Sohn Henry.